# Wilhelmstraße 16 (Heilbronn)

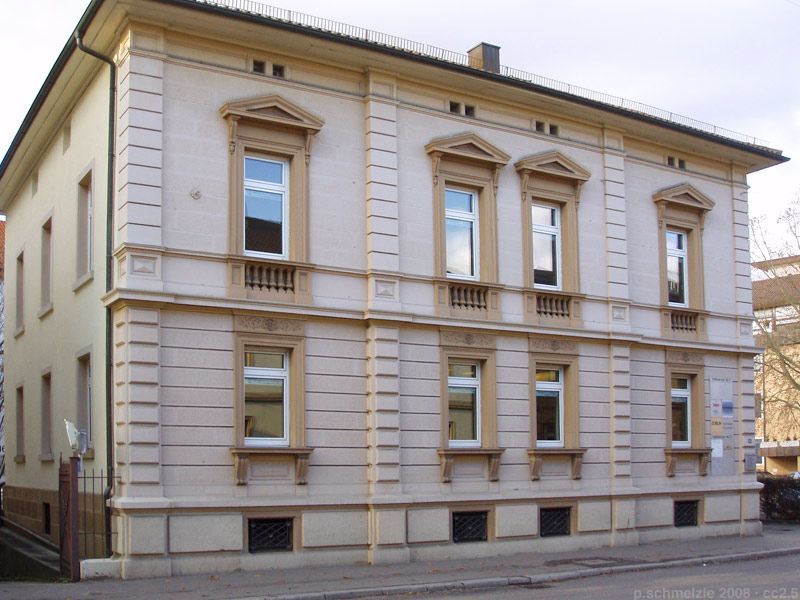
Haus Wilhelmstraße 16

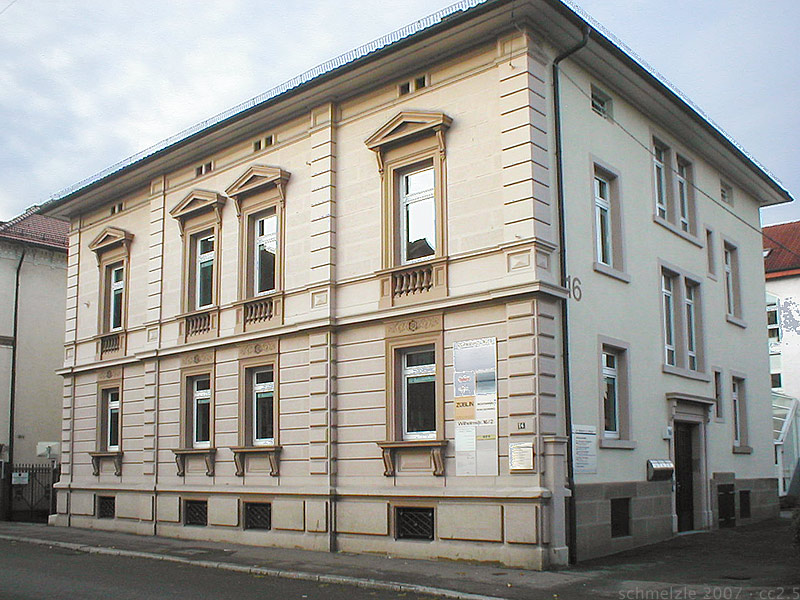
Haus Wilhelmstraße 16

Das Haus Wilhelmstraße 16 ist ein Gebäude mit spätklassizistischen und Neurenaissance-Formelementen in Heilbronn, das unter Denkmalschutz steht. Es ist ein Beispiel für den Übergang vom Klassizismus zum Historismus.

## Beschreibung
Das Doppelwohnhaus wurde 1872 von dem Heilbronner Werkmeister G. Gieß nach eigenen Plänen erbaut.
Das auf einem hohen Sockelgeschoss ruhende zweigeschossige Gebäude in Sichtmauerwerk ist horizontalbetont; das Obergeschoss wird durch eine Beletage – mit Balustern in den Brüstungsfeldern und Fensterverdachungen auf Konsolen – betont. Auf dem Obergeschoss ruht ein Mezzanin. Die vier Fensterachsen sind symmetrisch gegliedert, wobei die beiden mittleren Fensterachsen nahe beieinander stehen und von kräftig hervortretenden Lisenen mit Diamantquaderung eingerahmt werden.

## Geschichte
1950 gehörte das Gebäude dem Weingärtner Albert Kießling. Der Kinderarzt Wilhelm Hertz hatte darin seine Praxis.